# 纠纷 (相声作品)
纠纷是由马志明、黄族民二人合说的相声作品（也有马志明的单口版本）。这个故事是马志明根据在派出所的见闻改编的。

## 故事梗概
本段讲述了王德成、丁文元两个年轻人为一辆自行车轧了对方的脚的小事而大打出手，而后甚至闹到了派出所。当班的派出所所长看出了二人都在气头上，将二人安排进一间屋子内让二人“蹲蹲性”（一种能让当事人消气的方法）。因派出所工作繁忙，无人处理王、丁二人的纠纷问题，二人分别坐在两个板凳上并在一间屋子里度过了一个十分难耐的上午。将近中午时分，丁文元因为年轻，肚子饿了，于是询问当班民警情况，最后两人因为民警说要把他们押送分局而感到害怕，二人改坐在同一个板凳上随即想到了私了的对策，并向民警“解释”彼此是盟兄弟只是“早上闹着玩儿急眼了”，民警听后随后将二人批评教育一番，王丁二人因此成为了朋友。
本文中的王德成和丁文元二人在现实生活中确实存在。